# المعافد (السياني)

تعديل مصدري - تعديل

المعافد هي إحدى قرى عزلة هدفان بمديرية السياني التابعة لمحافظة إب، بلغ تعداد سكانها 84 نسمة حسب تعداد اليمن لعام 2004.